# Sotirios Kokkinis
Sotirios Kokkinis (Grieks: Σωτήριος Κοκκίνης) (Preveza, 11 juli 2000) is een Grieks-Duitse voetballer die doorgaans als linksbuiten speelt. Hij verruilde Ergotelis in juli 2022 voor Ionikos.

## Clubcarrière
Kokkinis werd geboren Griekenland en verhuisde op vierjarige leeftijd met zijn ouders naar Duitsland die in Straelen een Grieks restaurant openden. Hij speelde in de jeugd bij achtereenvolgens SF Broekhuysen, SV Straelen, Borussia Mönchengladbach, VVV-Venlo en FC Schalke 04 voordat hij in 2016 weer in Venlo terugkeerde bij VVV. In de voorbereiding van het seizoen 2019/20 sloot hij als amateur aan bij de selectie van het eerste elftal. De aanvaller scoorde op 2 juli 2019 zijn eerste doelpunt in de hoofdmacht tijdens een oefenwedstrijd tegen Venlosche Boys. Tijdens de oefencampagne stapte hij over naar SV Straelen. Vier weken later keerde hij de club uit de Oberliga Niederrhein alweer de rug toe, nadat duidelijk werd dat hij op weinig speelminuten kon rekenen. In september 2019 sloot hij weer aan bij VVV waar hij in het beloftenelftal ging spelen. In juni 2020 verruilde hij VVV voor Willem II waar hij eveneens bij het beloftenelftal aansloot.
In januari 2021 vertrok Kokkinis naar zijn geboorteland waar hij een contract tekende tot 2023 bij Ergotelis dat uitkomt in Super League 2. Na anderhalf jaar verdiende de snelle aanvaller in de zomer van 2022 een transfer naar Ionikos dat uitkomt in de Super League.

## Clubstatistieken
| 2020/21                               | Ergotelis           | Super League 2 | 14 | 2 | 0 | 0 | 4 | 2 | 18 | 4 |
| 2021/22                               | Ergotelis           | Super League 2 | 27 | 0 | 0 | 0 | — | — | 27 | 0 |
| 2022/23                               | Ionikos             | Super League   | 1  | 0 | 0 | 0 | — | — | 1  | 0 |
| 2022/23                               | Chania FC           | Super League 2 | 8  | 0 | 0 | 0 | — | — | 8  | 0 |
| 2023/24                               | Anagennisi Karditsa | Super League 2 | 25 | 2 | 0 | 0 | — | — | 25 | 2 |
| 2024/25                               | Diagoras Rodos      | Super League 2 | 0  | 0 | 0 | 0 | — | — | 0  | 0 |
| Totaal                                | Totaal              | Totaal         | 75 | 4 | 0 | 0 | 4 | 2 | 79 | 6 |
| Bijgewerkt tot en met 8 augustus 2024 |                     |                |    |   |   |   |   |   |    |   |

## Interlandcarrière

### Griekenland onder 19
Kokkinis heeft zowel de Griekse als de Duitse nationaliteit. In september 2018 werd hij voor het eerst opgeroepen voor een Griekse nationale jeugdselectie. Hij speelde mee in een dubbele vriendschappelijke confrontatie van Griekenland onder 19 jaar tegen Finland.
| Interlands van Sotirios Kokkinis | Interlands van Sotirios Kokkinis | Interlands van Sotirios Kokkinis | Interlands van Sotirios Kokkinis | Interlands van Sotirios Kokkinis | Interlands van Sotirios Kokkinis |
| №                                | Datum                            | Wedstrijd                        | Uitslag                          | Soort Wedstrijd                  | Doelpunten                       |
| Als speler bij VVV-Venlo         | Als speler bij VVV-Venlo         | Als speler bij VVV-Venlo         | Als speler bij VVV-Venlo         | Als speler bij VVV-Venlo         | Als speler bij VVV-Venlo         |
| -------------------------------- | -------------------------------- | -------------------------------- | -------------------------------- | -------------------------------- | -------------------------------- |
| 1.                               | 6 september 2018                 | Finland – Griekenland            | 1 – 0                            | Vriendschappelijk                | 0                                |
| 2.                               | 9 september 2018                 | Finland – Griekenland            | 0 – 0                            | Vriendschappelijk                | 0                                |